# Villetritouls
Villetritouls är en kommun i departementet Aude i regionen Occitanien  i södra Frankrike. Kommunen ligger  i kantonen Lagrasse som ligger i arrondissementet Carcassonne. År 2022 hade Villetritouls 34 invånare.

## Befolkningsutveckling
Antalet invånare i kommunen Villetritouls
Referens: INSEE